# Lola Casamayor
María Esperanza Casamayor más conocida como Lola Casamayor (Madrid, 17 de agosto de 1958) es una actriz española, que cuenta con el premio Unión de Actores a la mejor actriz de reparto de cine por su papel de Tía Marita en Camino.

## Biografía
Como actriz, ha realizado papeles tanto en teatro como en televisión o en cine. En televisión, son destacables sus apariciones en series como Hospital Central, donde encarnaba a Cecilia Schuman, una doctora chilena, Bandolera y Luis Miguel, en la cual interpreta a Matilde Sánchez, madre del cantante español Luisito Rey y abuela paterna del cantante mexicano del mismo nombre. Apareció en la miniserie de Telecinco Vuelo IL8714 como pasajera, inspirado en el accidentado 5022 de Spanair en 2008. En cine, por su lado, ha actuado en películas como Camino, que le valió un premio de la Unión de Actores, Solo mía o La voz dormida, entre otros. En teatro ha actuado en Lágrimas de cera, un homenaje a las víctimas del 11M, la versión teatral de la película El graduado o El mal de la juventud, entre otras obras.